# Нойбауэр, Дагмар
Дагмар Нойбауэр, в девичестве Рюбзам (нем. Dagmar Neubauer-Rübsam; род. 3 июня 1962, Зуль) — восточногерманская легкоатлетка, специалистка по бегу на короткие дистанции. Выступала за сборную ГДР по лёгкой атлетике в 1980-х годах, обладательница бронзовой медали летних Олимпийских игр в Сеуле, двукратная чемпионка мира, чемпионка Европы, победительница и призёрка первенств национального значения, бывшая рекордсменка мира в эстафете 4 × 400 метров.

## Биография
Дагмар Рюбзам родилась 3 июня 1962 года в городе Зуль, ГДР. Проходила подготовку Эрфурте в местном спортивном клубе «Турбине» под руководством тренера Эберхарда Кёнига.
Впервые заявила о себе на международном уровне в сезоне 1979 года, когда вошла в состав восточногерманской национальной сборной и выступила на юниорском европейском первенстве в Быдгоще, где одержала победу в индивидуальном беге на 400 метров и в эстафете 4 × 400 метров.
В качестве запасной бегуньи была заявлена в эстафете 4 × 400 метров на летние Олимпийские игры 1980 года в Москве, но в итоге выйти здесь на старт ей не довелось.
В 1981 году в была лучшей на Кубке Европы в Загребе и на Кубке мира в Риме.
В 1982 году в беге на 400 метров стала серебряной призёркой на чемпионате Европы в помещении в Милане, тогда как на чемпионате Европы в Афинах вместе с соотечественницами одержала победу в эстафете 4 × 400 метров.
В 1983 году в эстафете стала третьей на Кубке Европы в Лондоне, а на впервые проводившемся чемпионате мира по лёгкой атлетике в Хельсинки получила золото.
В июне 1984 года на соревнованиях в Эрфурте установила мировой рекорд в эстафете 4 × 400 метров (3:15.92) и показала свой лучший результат в карьере в индивидуальном беге на 400 метров (50,40). Рассматривалась в качестве кандидатки на участие в летних Олимпийских играх в Лос-Анджелесе, но Восточная Германия вместе с несколькими другими странами восточного блока бойкотировала эти соревнования по политическим причинам. По итогам сезона награждена орденом «За заслуги перед Отечеством» в золоте.
В 1985 году выиграла серебряную медаль в 400-метровой дисциплине на чемпионате Европы в помещении в Пирее, в эстафете была второй на Кубке Европы в Москве и первой на Кубке мира в Канберре.
На чемпионате мира 1987 года в Риме добавила в послужной список ещё одну награду золотого достоинства, выигранную в эстафете 4 × 400 метров.
В 1988 году взяла бронзу в беге на 400 метров на чемпионате Европы в помещении в Будапеште. Благодаря череде удачных выступлений удостоилась права защищать честь страны на Олимпийских играх в Сеуле — в индивидуальном беге на 400 метров сумела дойти лишь до стадии полуфиналов, в то время как в эстафете 4 × 400 метров выиграла бронзовую олимпийскую медаль. По окончании сеульской Олимпиады завершила спортивную карьеру.
Когда после воссоединения Германии были рассекречены документы, связанные с государственной допинговой программой в ГДР, имя Нойбауэр обнаружилось в числе спортсменов, принимавших участие в этой программе.